# Kwadrant (meetinstrument)

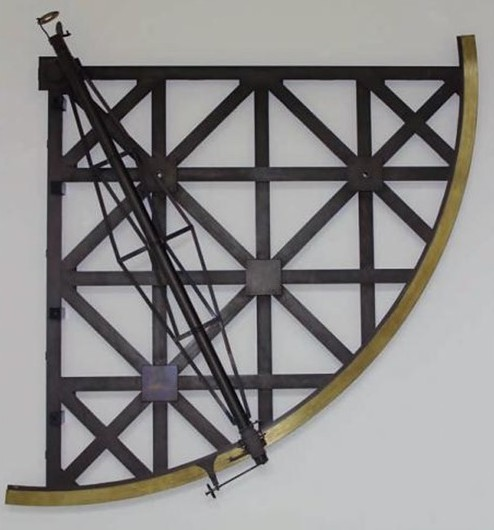
Muurkwadrant

Werkwijze kwadrant

Een kwadrant is een oud astronomisch meetinstrument, in de vorm van een kwart cirkel, waarmee men de hoogte van een hemellichaam boven de horizon kan bepalen. De cirkelboog is hiervoor voorzien van een verdeling (in graden), het te meten object wordt via het middelpunt in het vizier genomen en de hoek van het schietlood wordt langs de rand afgelezen door een assistent. De nauwkeurigheid neemt toe met de grootte van het kwadrant: hoe groter het kwadrant, hoe nauwkeuriger de bepaling van de hoek. In een vaste opstelling in een sterrenwacht werden muurkwadranten met een straal tot 40 meter gebruikt.

## Geschiedenis
In handformaat zijn kwadranten in de Antieke en Arabische wereld gebruikt om de tijd te bepalen, de breedtegraad te berekenen (navigeren op zee) en om de hoogte van bergen en gebouwen te berekenen. Pas in de 13e eeuw werd het kwadrant in christelijk Europa geïntroduceerd. In de 15e eeuw gebruikten de Portugezen het instrument om op zee de middaghoogte van de zon en de hoogte van de Poolster te meten.
Het oudste exemplaar in Nederland werd in 2013 opgegraven in Zutphen en dateert van rond 1300 (aldaar te zien in het Stedelijk Museum). Het zal, gezien de beperkte schaal van 51 tot 62 graden, gebruikt zijn door een Hanzekoopman die tussen Vlaanderen en Noorwegen (Bergen) kon reizen. Ook het British Museum en het Museo Galilei Galileo in Florence bezitten vroege exemplaren (14e eeuw). 
Snellius liet omstreeks 1622 een koperen kwadrant  maken met een gradenverdeling in twee booggraden; dit is gelijk aan een dertigste graad. 
Later werden de kwadranten nauwkeuriger met uitgebreide astronomische mogelijkheden (het zogenaamde astrolabium). Pas in de 18e eeuw werd met de doorontwikkeling van het sextant (de opvolger van het kwadrant) mogelijk om een exactere plaatsbepaling op zee te berekenen.

## Sterrenbeeld

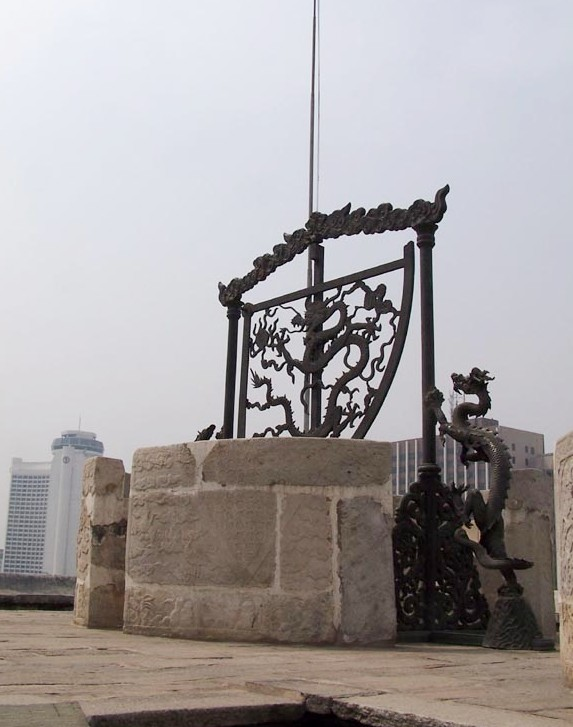
Het Altazimuth-kwadrant in het observatorium van Peking

Er is een sterrenbeeld met de naam Muurkwadrant (Quadrans Muralis) geweest dat in de buurt van de Draak en Ossenhoeder (Boötes) stond. De naam wordt niet meer gebruikt maar komt nog terug in de meteorenzwerm Boötiden die ook wel de Quandrantiden genoemd worden.